# Световно първенство по футбол за юноши до 17 години
Световно първенство по футбол за юноши до 17 години е футболен турнир, организиран от ФИФА на всеки две години. Провежда се от 1985 г. Първоначално се е наричал Световно първенство по футбол за юноши до 16 години, но през 1991 г. е прието сегашното име.